# Xenosternum ornigis
Xenosternum ornigis är en stekelart som beskrevs av Muesebeck 1935. Xenosternum ornigis ingår i släktet Xenosternum och familjen bracksteklar. Inga underarter finns listade i Catalogue of Life.